# Drag Race Italia
Drag Race Italia es una serie de televisión en streaming de competición de telerrealidad italiana basado en RuPaul's Drag Race. Fue estrenada el 18 de noviembre de 2021. Priscilla es la anfitriona de la primera temporada, que se transmite en Discovery+ Italia y WOW Presents Plus. Tommaso Zorzi y Chiara Francini son los otros jueces titulares.
El elenco de la primera temporada se reveló el 29 de octubre de 2021. La ganadora fue Elecktra Bionic.

## Temporada 1
| Concursante      | Edad | Origen                 | Posición   |
| ---------------- | ---- | ---------------------- | ---------- |
| Elecktra Bionic  | 27   | Turín, Piamonte        | Ganadora   |
| Farida Kant      | 33   | Lecce, Apulia          | Finalistas |
| Le Riche         | 35   | Palermo, Sicilia       | Finalistas |
| Luquisha Lubamba | 33   | Bolonia, Emilia-Romaña | 4.ª        |
| Ava Hangar       | 36   | Carbonia, Cerdeña      | 5.ª        |
| Divinity         | 27   | Nápoles, Campania      | 6.ª        |
| Enorma Jean      | 46   | Milán, Lombardía       | 7.ª        |
| Ivana Vamp       | 32   | Arezzo, Toscana        | 8.ª        |

| EpisodioConcursante | 1    | 2    | 3    | 4    | 5    | 6         | 6         |
| ------------------- | ---- | ---- | ---- | ---- | ---- | --------- | --------- |
| Elecktra Bionic     | SAFE | SAFE | SAFE | SAFE | HIGH | Ganadora  | Ganadora  |
| Farida Kant         | WIN  | SAFE | SAFE | SAFE | WIN  | Finalista | Finalista |
| Le Riche            | SAFE | BTM  | BTM  | WIN  | LOW  | Finalista | Finalista |
| Luquisha Lubamba    | BTM  | LOW  | HIGH | HIGH | BTM  | ELIM      | Miss S.   |
| Ava Hangar          | SAFE | SAFE | BTM  | BTM  | ELIM | Invitada  | Invitada  |
| Divinity            | BTM  | SAFE | WIN  | ELIM |      | Invitada  | Invitada  |
| Enorma Jean         | SAFE | WIN  | SAFE | DISQ |      | Invitada  | Invitada  |
| Ivana Vamp          | HIGH | ELIM |      |      |      | Invitada  | Invitada  |

      La concursante ganó Drag Race Italia.
      La concursante es finalista.
      La concursante no participa en lip sync para la corona y fue eliminada.
     La concursante fue votada por sus compañeras como Miss Simpatía.
     La concursante ganó el desafío semanal.
     La concursante recibió críticas positivas y quedó entre las mejores.
     La concursante recibió críticas de los jueces, pero fue declarada a salvo.
     La concursante recibió críticas negativas quedando entre las peores, pero no fue nominada para eliminación.
     La concursante quedó nominada para eliminación (NPE), teniendo que hacer lip sync para salvarse.
     La concursante fue eliminada.
     La concursante fue descalificada por razones disciplinarias después de lip sync.

## Temporada 2
Las edades, los nombres y las ciudades indicadas corresponden al momento de la filmación .
| Concursante     | Años | Ciudad natal                         | Salir      |
| --------------- | ---- | ------------------------------------ | ---------- |
| La Diamond      | 35   | Riesi, Sicilia                       | Ganadora   |
| Aura Eternal    | 24   | Palermo, Sicilia                     | Finalistas |
| Nehellenia      | 31   | Roma, Lacio                          | Finalistas |
| La Petite Noire | 31   | Palermo, Sicilia                     | 4.º lugar  |
| Skandalove      | 33   | Corato, Apulia                       | 5.º lugar  |
| Gioffré         | 25   | Ciudad de Nueva York, Estados Unidos | 6.º lugar  |
| Panthera Virus  | 29   | Florencia, Toscana                   | 7.º lugar  |
| Obama           | 33   | Roma, Lacio                          | 8.º lugar  |
| Tanissa Yoncè   | 28   | Catania, Sicilia                     | 9.º lugar  |
| Narciso         | 29   | Frosinone, Lacio                     | 10.º lugar |

| EpisodioConcursante | 1    | 2    | 3    | 4    | 5    | 6    | 7    | 8         |
| ------------------- | ---- | ---- | ---- | ---- | ---- | ---- | ---- | --------- |
| La Diamond          | WIN  | SAFE | WIN  | WIN  | SAFE | SAFE | WIN  | Ganadora  |
| Nehellenia          | SAFE | SAFE | SAFE | HIGH | TOP2 | WIN  | SAFE | Finalista |
| Aura Eternal        | LOW  | WIN  | LOW  | SAFE | HIGH | SAFE | HIGH | Finalista |
| La Petite Noire     | SAFE | HIGH | LOW  | SAFE | WIN  | HIGH | BTM  | ELIM      |
| Skandalove          | SAFE | SAFE | SAFE | SAFE | SAFE | BTM  | ELIM | Invitada  |
| Gioffré             | SAFE | LOW  | SAFE | BTM  | LOW  | ELIM |      | Invitada  |
| Panthera Virus      | BTM  | SAFE | BTM  | ELIM |      |      |      | Invitada  |
| Obama               | HIGH | BTM  | ELIM |      |      |      |      | Invitada  |
| Tanisa Yoncé        | SAFE | ELIM |      |      |      |      |      | Invitada  |
| Narciso             | ELIM |      |      |      |      |      |      | Invitada  |

      La concursante ganó Drag Race Italia.
      La concursante es finalista.
      La concursante no participa en lip sync para la corona y fue eliminada.
     La concursante fue votada por sus compañeras como Miss Simpatía.
     La concursante ganó el desafío semanal.
     La concursante recibió críticas positivas y quedó entre las mejores.
     La concursante recibió críticas de los jueces, pero fue declarada a salvo.
     La concursante recibió críticas negativas quedando entre las peores, pero no fue nominada para eliminación.
     La concursante quedó nominada para eliminación (NPE), teniendo que hacer lip sync para salvarse.
     La concursante fue eliminada.
     La concursante fue descalificada por razones disciplinarias después de lip sync.

## Temporada 3
| Concursante            | Edad | Ciudad                  | Resultado   |
| ---------------------- | ---- | ----------------------- | ----------- |
| Lina Galore            | 34   | Milan, Lombardia        | Ganadora    |
| Melissa Bianchini      | 36   | Roma, Lazio             | Finalista   |
| La Sheeva              | 37   | Tropea, Calabria        | 3°/4° lugar |
| Silvana della Magliana | 44   | Latina, Lazio           | 3°/4° lugar |
| Sypario                | 29   | Caserta, Campania       | 5° lugar    |
| Leila Yarn             | 24   | Palermo, Sicilia        | 6° lugar    |
| La Prada               | 25   | Milan, Lombardia        | 7° lugar    |
| Sissy Lea              | 44   | Londres, Reino Unido    | 8° lugar    |
| Morgana Cosmica        | 38   | Bologna, Emilia-Romagna | 9° lugar    |
| Lightning Aurora       | 24   | Cagliari, Cerdeña       | 10° lugar   |
| Vezirja                | 32   | Tirana, Albania         | 11° lugar   |
| Amy Krania             | 31   | Brescia, Lombardía      | 12° lugar   |
| Adriana Picasso        | 29   | Padua, Veneto           | 13° lugar   |

| Concursante            | 1    | 2    | 3    | 4    | 5    | 6    | 7    | 8    | 9    | 10   | 12         |
| ---------------------- | ---- | ---- | ---- | ---- | ---- | ---- | ---- | ---- | ---- | ---- | ---------- |
| Lina Galore            | SAFE | SAFE | SAFE | HIGH | WIN  | HIGH | BTM2 | WIN  | BTM2 | WIN  | Winner     |
| Melissa Bianchini      | WIN  | HIGH | HIGH | HIGH | SAFE | SAFE | WIN  | HIGH | HIGH | HIGH | Finalista  |
| Silvana della Magliana | HIGH | WIN  | HIGH | SAFE | HIGH | WIN  | LOW  | HIGH | SAFE | BTM2 | Eliminated |
| La Sheeva              | SAFE | HIGH | SAFE | WIN  | BTM2 | LOW  | SAFE | BTM2 | WIN  | BTM2 | Eliminated |
| Sypario                | SAFE | SAFE | WIN  | LOW  | SAFE | BTM2 | HIGH | LOW  | ELIM |      | Guest      |
| Leila Yarn             | HIGH | BTM2 | SAFE | SAFE | HIGH | SAFE | SAFE | ELIM |      |      | Guest      |
| La Prada               | BTM2 | SAFE | SAFE | SAFE | LOW  | SAFE | ELIM |      |      |      | Guest      |
| Sissy Lea              | LOW  | LOW  | BTM2 | SAFE | SAFE | ELIM |      |      |      |      | Guest      |
| Morgana Cosmica        | SAFE | HIGH | LOW  | BTM2 | ELIM |      |      |      |      |      | Guest      |
| Lightning Aurora       | SAFE | HIGH | SAFE | ELIM |      |      |      |      |      |      | Guest      |
| Vezirja                | SAFE | HIGH | ELIM |      |      |      |      |      |      |      | Guest      |
| Amy Krania             | SAFE | ELIM |      |      |      |      |      |      |      |      | Guest      |
| Adriana Picasso        | ELIM |      |      |      |      |      |      |      |      |      | Guest      |

## Jueces invitados
Listados en orden cronológico:
- Cristina D'Avena, cantante y actriz
- Fabio Mollo, director de cine
- Gianmarco Saurino, actor
- Vladimir Luxuria, activista, personalidad de televisión y actriz
- Nick Cerioni, estilista
- Donatella Rettore, cantante
- Giancarlo Commare, actor
- Enzo Miccio, estilista y organizador de bodas
- Coco Rebecca Edogamhe, actriz
- Ambra Angiolini, cantante y actriz